# Hybognathus nuchalis
Hybognathus nuchalis, conhecido em inglês por Mississippi silvery minnow, é um peixe da América do Norte, da família Cyprinidae que habita as regiões planas da bacia do Rio Mississípi, de  Minnesota  até o Rio Brazos, no Texas, bem como a região da Baía de Mobile, no Alabama; e ainda a bacia do Rio Grande, do Novo México ao Texas.
Este peixe tem um corpo de aparência vigorosa e moderadamente achatado, com maior altura e largura logo à frente da barbatana dorsal. Os olhos são moderadamente pequenos e situam-se a ¼ do comprimento da cabeça (a partir da extremidade). A barbatana dorsal é proeminente. A coloração varia de marrom-claro a amarelo-oliva no dorso, onde há uma lista  cinzenta ou verde-amarelada. As laterais são prateadas, frequentemente brilhantes. As barbatanas peitorais apresentam 15 ou 16 raios (espinhos). O comprimento máximo é de 18 centímetros.
A situação taxonômica da população do Rio Grande é desconhecida; acreditando-se que seja formada por uma subespécie de olhos pequenos, o H. n. amarus.